# Jonc
Pour les articles homonymes, voir Jonc (homonymie).
Ne doit pas être confondu avec Ajonc.
Taxons concernés
- Famille des Juncaceae :
  - Genre Juncus
- Famille des Cyperaceae :
  - Genre Eriophorum
  - Genre Schoenoplectus
  - Genre Eleocharis
- Famille des Acoraceae :
  - Espèce Acorus calamus
- Famille des Butomaceae :
  - Espèce Butomus umbellatus
- Famille des Plumbaginaceae :
  - Espèce Armeria maritima
- Famille des Poaceae :
  - Espèce Ammophila  arenariamodifier

Le nom de jonc /ʒɔ̃/ ou /ʒɔ̃:k/ est donné à plusieurs plantes. Au sens strict, ce nom désigne les espèces appartenant au genre Juncus, dans la famille des Juncaceae.
- Jonc - au sens strict (du latin jungere, « joindre, attacher », les joncs servant à faire des liens plus ou moins solides) les espèces du genre Juncus
- Aux Antilles et en Guyane le terme « jonc » désigne les Cypéracées du genre Eleocharis
- Jonc ordinaire (Arundo donax) ou canne de Provence
- Jonc cotonneux - nom donné parfois aux linaigrettes (genre Eriophorum)
- Jonc des chaisiers - l'espèce Schoenoplectus lacustris, utilisé en vannerie
- Jonc odoré - l'acore ou « Schoenante » (Acorus calamus)
- Jonc fleuri - le butome en ombelle (Butomus umbellatus)
- Jonc marin - désigne parfois l'Armérie maritime (Armeria maritima)
- Jonc des dunes - un des noms de l'oyat (Ammophila arenaria)
- Jonc à massette ou massette, les espèces du genre Typha, espèces qui poussent dans les zones humides, mare, étang, etc.
- Jonc d'Inde - synonyme de rotin[1]
- Jonc des Pyrénées - autre synonyme de rotin[1]

## Usages
Plusieurs espèces de joncs ont notamment été utilisés pour la vannerie et l'empaillage de chaises : en Europe de l'ouest, selon Éliane Astier et Bernard Bertrand, il s'agit de Jonc aggloméré, Jonc aigu, Jonc diffus, Jonc glauque, Jonc maritime, Scirpe des tonneliers, Scirpe en jonc.